# Famille von Glasenapp
 (septembre 2024).
La famille von Glasenapp est une famille de la noblesse allemande de la Baltique originaire de Poméranie qui s'est ramifiée en Allemagne, en Russie, aux États-Unis, au Paraguay et au Brésil.

## Historique
L'ancêtre de la famille est un certain Willekinus dictus Glasenap qui est mentionné en 1287 avec ses fils Bertoldus et Ludbertus. Il est seigneur du village de Necknim. Ses descendants augmentent leurs domaines au cours des siècles suivants et comptent parmi les seigneurs privilégiés de la Poméranie-Orientale au XVIe siècle. Leurs domaines se situent entre Bärwalde et Gramenz et se trouvent donc à la frontière de la Pologne et de la Poméranie qui s'étend de Tempelburg à Landeck, jusqu'à Köslin et Schlawe. Gramenz est le fief principal des Glasenapp, où ils tiennent justice. Ils ont le droit de battre monnaie et possèdent toutes les prérogatives féodales de seigneurs locaux. Ils perdent une partie de leurs domaines en 1811 au moment des Guerres napoléoniennes. La belle-mère du chancelier von Bismarck était née von Glasenapp (de la branche de Gramenz).
Le premier Glasenapp à s'installer en Livonie est Tönnies von Glasenapp, appelé par l'archevêque de Riga en 1545. Il reçoit des domaines à Kreutzburg (de) en 1552 et 1554. Au cours des âges, les Glasenapp acquièrent des domaines en Estland, à Krüdnersdorf (et), Salishof (et), Bentenhof (et), Loewenküll (et), Koik (et) et Perrist (et), Rogosi, Lutznik, Alexandershof (et), ainsi qu'en Livonie, à Ruthern, Senershof et Treppenhof.
Leurs domaines sont confisqués en 1919 par les lois foncières des nouvelles républiques baltes et les traités de paix entre l'Estonie et la Lettonie avec la Russie soviétique.
Une partie de la famille se distingue dans la carrière militaire au service de la Russie impériale.
Une branche silésienne est fondée avec Franz Carl von Glasenapp (mort en 1817) qui acquiert les terres de Kraskau (de) dans l'arrondissement de Rosenberg-en-Haute-Silésie.

## Blason

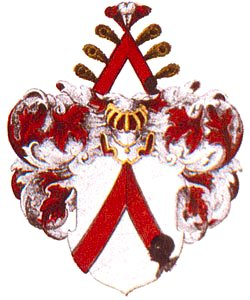
Armoiries de la famille von Glasenapp

Les armoiries de la famille montrent en argent un chevron rouge (1315) qui s'étend jusqu'au bord supérieur de l'écu. Plus tard (1409), une tête de maure (de) regardant vers le haut apparaît sur la branche gauche, posée en biais à gauche. L'image héraldique d'origine était un chevron, accompagné d'une coupe en verre sur les sceaux plus anciens. L'ambiguïté du dessin aurait donné naissance à la tête de maure. Sur le heaume aux lambrequins rouges et argentés, un chevron rouge à tête noire comme dans l'écu, avec trois plumes de paon naturelles sur chaque branche et trois plumes d'autruche (de) en pointe, dont celle de droite est noire, celle du milieu rouge et celle de gauche argentée.

## Domaines
- Manoir de Rogosi, de 1744 à 1919
- Manoir de Lutznik, (détaché de Rogosi en 1860) de 1860 à 1919
- Alexandershof, de 1901 à 1919

## Personnalités
- Alexander von Glasenapp (de) (1793-1876), général russe
- Carl Friedrich Glasenapp (de) (1847-1915), biographe de Richard Wagner et conseiller d'État de l'Empire russe
- Caspar Otto von Glasenapp (1664-1747), gouverneur de Berlin, maréchal de l'armée prussienne
- Erdmann von Glasenapp (de) (1660-1721), général prussien
- Ernst Reinhold Gerhard von Glasenapp (de) (1861-1928), président de police
- Franz Georg von Glasenapp (de)(1857-1914), lieutenant-général prussien, commandant des troupes de protection coloniales
- Georg Johann von Glasenapp (de) (1749-1819), gouverneur de la Sibérie-Occidentale
- Gottlieb Friedrich Alexandrowitsch von Glasenapp (de) (1811-1892), amiral de la marine impériale russe
- Gregor von Glasenapp (et) (1855-1939), orientaliste, philosophe, philologue, conseiller d'État de l'Empire russe
- Gustav von Glasenapp (1840-1892), écrivain militiaire
- Helmuth von Glasenapp (de) (1891-1963), indologue
- Joachim von Glasenapp (de) (1600-1667), poète spirituel, chambellan à la cour de Poméranie
- Joachim Reinhold von Glasenapp (de) (1717-1800), lieutenant-colonel de l'armée prussienne et fondateur du régiment de hussards Glasenapp
- Luigarde Agnese von Glasenapp (1799-1863), mère de Johanna von Puttkamer, épouse d'Otto von Bismarck
- Otto von Glasenapp (de) (1811-1893), général prussien
- Otto von Glasenapp (de) (1853-1928), vice-président de la Reichsbank
- Peter Wladimir von Glasenapp (de) (1882-1951), officier de l'Armée blanche
- Sergueï de Glasenapp (1848-1937), astronome et membre de l'académie impériale des sciences de Saint-Pétersbourg, puis de l'académie des sciences d'URSS
- Wilhelm Otto von Glasenapp (de) (1786-1862), lieutenant-général de l'armée impériale russe
- Woldemar von Glasenapp (de) (1812-1895), vice-amiral de la marine impériale russe, gouverneur d'Arkhangelsk